# Sol Campbell
Sulzeer Jeremiah Campbell (* 18. září 1974 Plaistow), známý jako Sol Campbell, je anglický fotbalový trenér a bývalý profesionální fotbalista, který strávil většinu své hráčské kariéry v londýnských klubech Tottenhamu Hotspur a Arsenalu. Za reprezentaci Anglie odehrál během 11 let 73 mezistátních utkání.

## Klubová kariéra
Campbell, který se narodil ve východním Londýně jamajským rodičům, zahájil svou profesionální kariéru v Tottenhamu Hotspur v prosinci 1992. Ve Spurs strávil devět let, vstřelil 10 gólů v 255 zápasech a jako kapitán dovedl tým k vítězství v ligovém poháru 1999, ve finále ve Wembley porazili Leicester City. V roce 2001 zdarma posílil městského rivala ze severního Londýna, Arsenal, a díky tomu se stal mezi příznivci Spurs velice nepopulární postavou. Během svých pěti let v Gunners odehrál 195 utkání, získal dva tituly v Premier League a dvě trofeje pro vítěze FA Cupu, porprvé v roce 2002, kdy pomohl týmu dovršit double. Byl součástí The Invincibles. Vstřelil jediný gól Arsenalu při porážce 2:1 ve finále Ligy mistrů 2006 s Barcelonou. V srpnu 2006 se zadarmo přesunul do Portsmouthu. V průběhu jeho tříletého působení v klubu dovedl tým k vítězství ve finále FA Cupu 2008. Na konci sezóny 2008/09 provedl překvapivý tah, když posílil Notts County, který hrál až 4. nejvyšší anglickou soutěž. V týmu však odehrál jen jediný zápas. Příští rok se krátce vrátil do Arsenalu a poté ukončil svou kariéru v Newcastlu United.

## Reprezentační kariéra
Campbell odehrál svůj první ze 73 utkání za Anglii ve věku 21 let. V květnu 1998 se Campbell stal tehdy historicky druhým nejmladším kapitánem Anglie po Bobbym Mooreovi ve věku 23 let a 248 dní. V roce 2006 se stal prvním hráčem, který reprezentoval Anglii na šesti po sobě jdoucích velkých turnajích, když hrál na Mistrovství Evropy v letech 1996, 2000 a 2004; a na Mistrovství světa v 1998, 2002 a 2006. Byl zařazen do nejlepší jedenáctky Mistrovství světa 2002 v Jižní Koreje a Japonsku, a na Euru 2004 v Portugalsku.

## Ocenění

### Klubové
Tottenham Hotspur
- Ligový pohár: 1998/99

Arsenal
- Premier League: 2001/02, 2003/04
- FA Cup: 2001/02, 2002/03, 2004/05
- Community Shield: 2002, 2004

Portsmouth
- FA Cup: 2007/08

### Individuální
- Mistrovství světa – Tým turnaje: 2002
- Mistrovství Evropy – Tým turnaje: 2004
- PFA Tým roku: 1999, 2003, 2004